# Chiara Spinelli di Belmonte
Chiara Spinelli di Belmonte (Napoli, 10 gennaio 1744 – Napoli, 18 febbraio 1823) è stata una pittrice e nobile italiana.

## Biografia
Chiara era figlia di Troiano Spinelli, 9º duca di Laurino, e di Barbara Caterina Pinto y Mendoza, 6ª principessa di Montacuto. Il 28 agosto 1762 Chiara andò sposa ad Antonio Francesco Pignatelli, 7º principe di Belmonte e 8º duca d'Acerna, che era al suo secondo matrimonio. Ebbe numerosi figli. Divenne l'amante di Ferdinando I delle Due Sicilie e fu scelta come guida ed istitutrice della giovane regina austriaca, l'arciduchessa Maria Carolina d'Asburgo-Lorena. Fu accolta nell'Accademia dell'Arcadia, come Rosmira Ecalia.
Partecipò alla rivoluzione della Repubblica Partenopea nel 1799 e per questo motivo fu più tardi esiliata in Francia. Tornò a Napoli nel 1816, riconciliandosi con la monarchia napoletana.
Nel suo autoritratto agli Uffizi - pastello su carta, unico suo dipinto conosciuto - si mostra con i capelli morbidamente raccolti in alto e fermati con una rosa e con un velo. Un suo dipinto firmato è conservato al Museo della Reggia di Caserta.